# Sachsenweg (TWV)
Der Sachsenweg ist ein 41 Kilometer langer Fernwanderweg, der die ravensbergischen Landesburgen Ravensberg bei Borgholzhausen im Kreis Gütersloh und Limberg bei Preußisch Oldendorf im Kreis Minden-Lübbecke, beide im Nordosten Nordrhein-Westfalens in Deutschland, verbindet.

## Verlauf

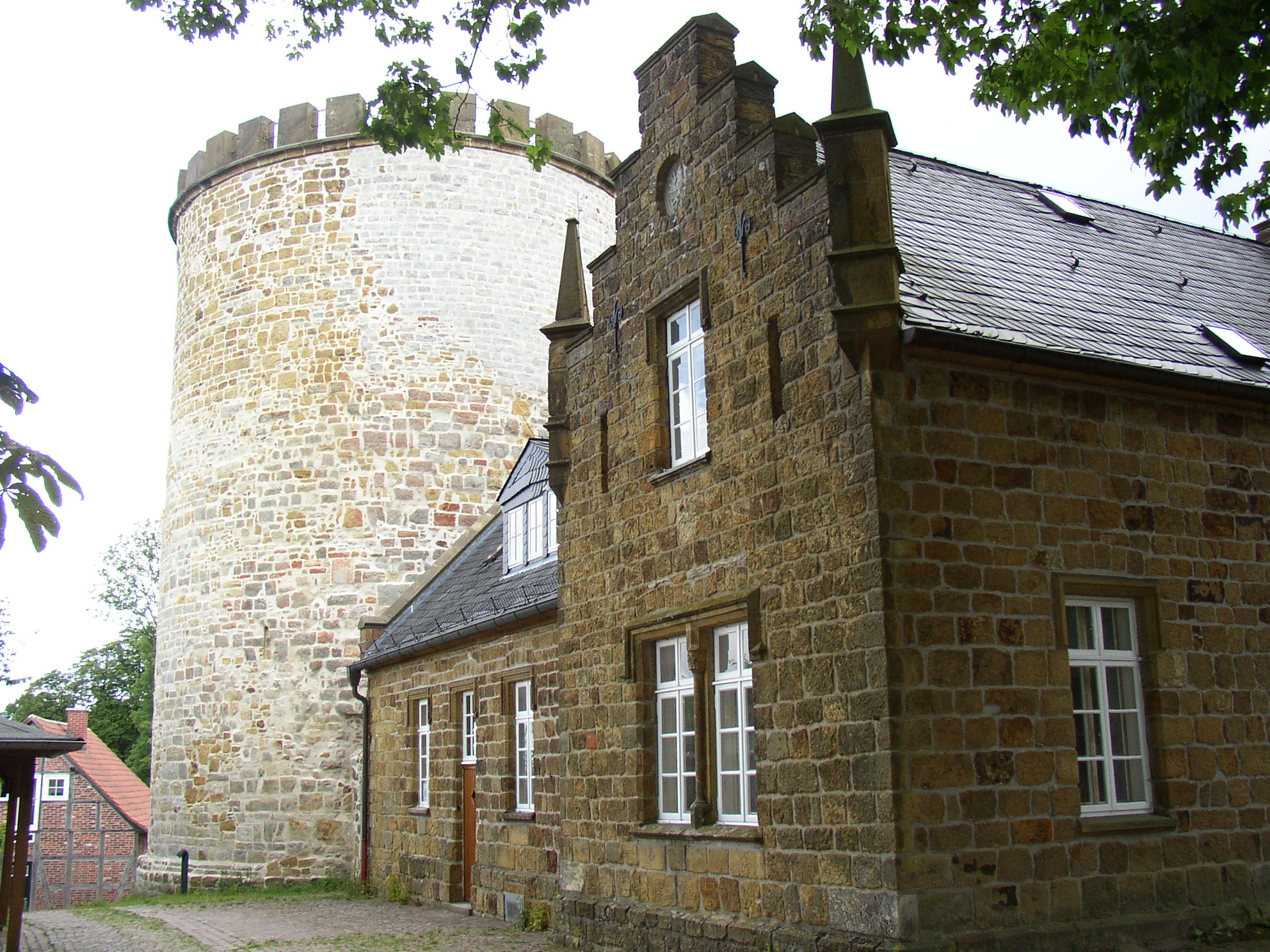
Start: Burg Ravensberg
bei Borgholzhausen

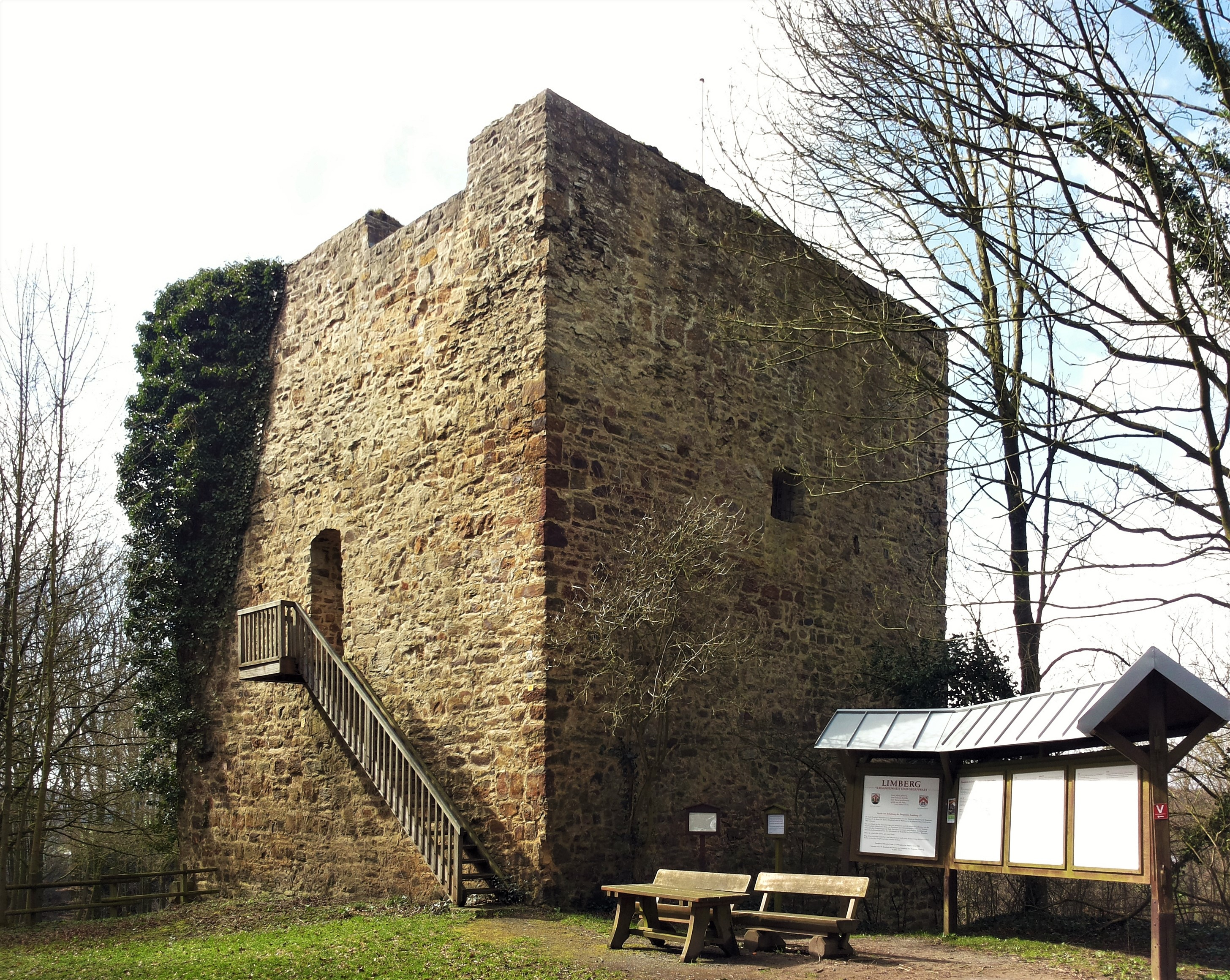
Ziel: Burg Limberg
bei Preußisch Oldendorf

An der Burg Ravensberg beginnend verläuft der Sachsenweg über Borgholzhausen, den Hang des Hengebergs, „Haus Brinke“, Schloss Königsbrück (zu Melle), Schiplage-St. Annen, Riemsloh, Else, Bruchmühlen, Wehringdorf, Haus Kilver, Rödinghausen und den Nonnenstein zum Ziel bei der Burg Limberg.
Der Wanderer wird vom Teutoburger Wald in das Wiehengebirge geführt. Unterwegs hat er rund ± 610 Höhenmeter zu bewältigen. Den tiefsten Punkt des Sachsenwegs erreicht der Wanderer an der Brücke über die Else (68 m ü. NHN), der höchste Punkt liegt mit etwa 270 m ü. NHN auf dem Nonnenstein.

### Kennzeichnung
Der Sachsenweg ist mit der Wegzeichen-Markierung  S  gekennzeichnet.
Betreut wird der Sachsenweg durch die Mitglieder des Teutoburger-Wald-Vereins.

### Übergänge
- In Borgholzhausen besteht die Möglichkeit zum Übergang auf den „Schau-ins-Land-Weg“ (  X25  , Bevergern → Bielefeld, 97 Kilometer) und den „Hermannsweg“ (  H  , Rheine → Leopoldstal, 156 Kilometer)
- In Melle-Neuenkirchen kreuzt der „Talweg“ (  X8  , Werther (Westf.) → Bad Oeynhausen, 50 Kilometer)
- In Rödinghausen kreuzt der „Wittekindsweg“ (  , Porta Westfalica → Osnabrück, 95 Kilometer, Teilabschnitt des E11 ); an der Burg Limberg dessen Nordvariante (14 km;  ┴ )
- Der Weg vom Limberg hinab ins nördlich gelegene Preußisch Oldendorf ist ebenfalls durch ein S (  S  ) markiert. Dieser Zuweg trägt offiziell den Namen „Sonnenweg“ wird aber häufig durch die identische Markierung (im südlichen Teil ist der „Sonnenweg“ sogar fälschlicherweise mit den Markierungszeichen für den Sachsenweg inklusive Umschrift „Sachsenweg“ ausgeschildert) und der teils falschen Benennung in Wanderkarten (so auch in der am Wanderparkplatz am Limberg aufgestellten Wanderkarte) als Verlängerung des „Sachsenwegs“ aufgefasst.
- Ein Großteil des Abschnitts zwischen Nonnenstein und Theenhausen ist identisch mit der Streckenführung des „Meller Ringwegs“ (  M  ).

## Sehenswürdigkeiten (Auswahl)
- Burg Ravensberg
- Borgholzhausen: Fachwerkbauten des 18. und 19. Jahrhunderts
- Schloss Brincke bei Borgholzhausen
- Schloss Königsbrück bei Neuenkirchen
- Gut Warmenau (500 m vom Weg entfernt) bei Neuenkirchen
- St. Anna in Schiplage
- Rödinghausen: Herrensitz Haus Kilver
- Bartholomäuskirche in Rödinghausen
- Nonnenstein: Aussichtsturm und Bismarck-Feuersäule
- St. Ulricus in Börninghausen
- Schwedenschanze (rd. 200 m vom Weg entfernt)
- Burg Limberg